# Mal comportamiento
Mal comportamiento o mala conducta o mala educación o falta de respeto suele designar al comportamiento o conducta, especialmente el comportamiento social, que se entiende malo, negativo, desviado o excesivo según los diferentes tipos de moral o religión que lo enjuicien y por diferentes causas objetivas o subjetivas: comportamiento antisocial, perjudicial para sí mismo o para los demás, etc. La forma autoritaria de tratar el mal comportamiento mediante el castigo suele denominarse represión. La corrección del mal comportamiento es una de las funciones clásicas de la educación. La psicología, especialmente el conductismo, emplea distintas terapias de modificación de conducta. Las conductas patológicas que entran en el campo de la enfermedad mental pueden recibir distintas denominaciones (trastornos de la conducta, trastorno de personalidad, trastorno de conducta e hiperactividad, trastorno obsesivo-compulsivo, etc.).
Los comportamientos problemáticos de los estudiantes en el aula normalmente se asocian a un bajo desempeño académico. A menudo, el tiempo de enseñanza se desperdicia intentando controlar este tipo de conductas. Por ello, se ha desarrollado un enfoque preventivo denominado “manejo eficaz del aula”, el cual establece un entorno positivo en los salones de clases, donde los profesores se enfocan en el comportamiento adecuado de los estudiantes.
Una revisión sistemática de 12 estudios realizados en Estados Unidos y los Países Bajos, examinó el efecto de los programas para el manejo del aula, y que poseen múltiples componentes con relación al comportamiento de estudiantes problemáticos y agresivos. Los resultados mostraron un importante efecto positivo al momento de disminuir este tipo de conductas en las aulas de clases. En general, los estudiantes en las aulas de tratamiento mostraron comportamientos menos perjudiciales en comparación con otros estudiantes. Sin embargo, el pequeño tamaño de la muestra y la falta de evaluaciones precisas no permiten concluir que combinación de componentes es la más eficaz.